# Classic Car Réplicas
Classic Car Réplicas war ein brasilianischer Hersteller von Automobilen.

## Unternehmensgeschichte
Das Unternehmen mit Sitz in São Paulo hatte Werkstätten in São Paulo und Florianópolis. Es stellte im 21. Jahrhundert Automobile her. Der Markenname lautete Classic Car. Die Produktion endete vor 2016. Die letzte gespeicherte Internetseite des Unternehmens mit lesbarem Inhalt stammt von 2007.

## Fahrzeuge
Im Angebot standen drei verschiedene Nachbildungen klassischer Fahrzeuge. Die Basis bildete ein Rohrrahmen. Darauf wurde eine offene Karosserie aus Fiberglas montiert. Die Nachbauten von Porsche 356 und Porsche 550 hatten wahlweise einen luftgekühlten Vierzylinder-Boxermotor mit 1600 cm³ Hubraum oder einen wassergekühlten Motor mit 2000 cm³ Hubraum, die beide von Volkswagen do Brasil stammten.
Ein V8-Motor von Ford trieb die Nachbildung des AC Cobra an.
Außerdem stand ein VW-Buggy im Sortiment. Er war der Nachfolger des Kadron-Buggies und basierte auf einem Fahrgestell von VW mit Heckmotor.
Das Unternehmen nannte 2007 nur die Nachbildungen von Porsche 356, Porsche 550 Spyder und Cobra.